# Stereopalpus centroasiatica
Stereopalpus centroasiatica là một loài bọ cánh cứng trong họ Anthicidae. Loài này được Semenow miêu tả khoa học năm 1893.